# Tour del Llemosí 2021
El Tour del Llemosí 2021, 54a edició del Tour del Llemosí, es disputà entre el 17 i el 20 d'agost de 2021 amb un recorregut de 709,2 km dividits en quatre etapes. L'inici de la cursa fou a Isle i el final a Llemotges. La cursa formà part del calendari de l'UCI Europa Tour 2021, amb una categoria 2.1.
El vencedor final fou el francès Warren Barguil (Arkéa-Samsic), que s'imposà als seus compatriotes Franck Bonnamour (B&B Hotels p/b KTM)
i Pierre-Luc Périchon (Cofidis).

## Equips
L'organització convidà a prendre part en la cursa a dinou equips: tres UCI WorldTeams, catorze equips continentals professionals i dos equips continentals:
| WorldTeams (3)- AG2R Citroën Team - Cofidis - Groupama-FDJ ProTeams (14)- Alpecin-Fenix - B&B Hotels p/b KTM - Bardiani CSF Faizanè - Bingoal Pauwels Sauces WB - Caja Rural-Seguros RGA - Delko - Eolo-Kometa - Euskaltel-Euskadi - Gazprom-RusVelo - Equipo Kern Pharma - Arkéa-Samsic - Team Novo Nordisk - Vini Zabù - TotalEnergies Equips continentals (2)- Saint Michel-Auber 93 - Xelliss-Roubaix Lille Métropole |
| |

## Etapes
| Etapa    | Data      | Ciutats d'etapa     | type              | Distància (km) | Vencedor de l'etapa | Líder de la general |
| -------- | --------- | ------------------- | ----------------- | -------------- | ------------------- | ------------------- |
| 1a etapa | 17 de ago | Isla – Sent Afeiran | etapa accidentada | 183,3          | Christophe Laporte  | Christophe Laporte  |
| 2a etapa | 18 de ago | Agonac – Paisac     | etapa accidentada | 172            | Dorian Godon        | Dorian Godon        |
| 3a etapa | 19 de ago | Bujac – Libèrçac    | etapa accidentada | 184,2          | Simone Velasco      | Dorian Godon        |
| 4a etapa | 20 de set | Sauviac – Llemotges | etapa accidentada | 169,7          | Erik Fetter         | Warren Barguil      |

### Classeificació final
| \| Classificació general \| Classificació general \| Classificació general \| Classificació general \| Classificació general \| \| Corredor \| Corredor \| Equip \| Temps \| \| \| --------------------- \| ------------------------ \| --------------------- \| --------------------- \| --------------------- \| \| 1r \| Warren Barguil \| Arkéa-Samsic \| 17h 00' 35" \| \| \| 2n \| Franck Bonnamour \| B&B Hotels p/b KTM \| + 0" \| \| \| 3r \| Pierre-Luc Périchon \| Cofidis \| + 6" \| \| \| 4t \| Sébastien Reichenbach \| Groupama-FDJ \| + 6" \| \| \| 5è \| Urko Berrade \| Equipo Kern Pharma \| + 6" \| \| \| 6è \| Simone Velasco \| Gazprom-RusVelo \| + 16" \| \| \| 7è \| Davide Gabburo \| Bardiani CSF Faizanè \| + 36" \| \| \| 8è \| Antonio Angulo \| Euskaltel-Euskadi \| + 37" \| \| \| 9è \| José Manuel Díaz Gallego \| Delko \| + 38" \| \| \| 10è \| Vincenzo Albanese \| Eolo-Kometa \| + 45" \| \| |                          |                      |             |
| |                          |                      |             |
| |                          |                      |             |
| Classificació general |                          |                      |             |
| Corredor | Corredor                 | Equip                | Temps       |
| 1r | Warren Barguil           | Arkéa-Samsic         | 17h 00' 35" |
| 2n | Franck Bonnamour         | B&B Hotels p/b KTM   | + 0"        |
| 3r | Pierre-Luc Périchon      | Cofidis              | + 6"        |
| 4t | Sébastien Reichenbach    | Groupama-FDJ         | + 6"        |
| 5è | Urko Berrade             | Equipo Kern Pharma   | + 6"        |
| 6è | Simone Velasco           | Gazprom-RusVelo      | + 16"       |
| 7è | Davide Gabburo           | Bardiani CSF Faizanè | + 36"       |
| 8è | Antonio Angulo           | Euskaltel-Euskadi    | + 37"       |
| 9è | José Manuel Díaz Gallego | Delko                | + 38"       |
| 10è | Vincenzo Albanese        | Eolo-Kometa          | + 45"       |

## Evolució de les classificacions
| Etapa              | Vencedor           | Classificació general | Classificació per punts | Classificació de la muntanya | Classificació dels joves | Classificació per equips |
| ------------------ | ------------------ | --------------------- | ----------------------- | ---------------------------- | ------------------------ | ------------------------ |
| 1                  | Christophe Laporte | Christophe Laporte    | Romain Cardis           | Daniel Savini                | Dorian Godon             | Bardiani CSF Faizanè     |
| 2                  | Dorian Godon       | Dorian Godon          | Romain Cardis           | Daniel Savini                | Dorian Godon             | AG2R Citroën             |
| 3                  | Simone Velasco     | Dorian Godon          | Romain Cardis           | Thibaut Pinot                | Dorian Godon             | Cofidis                  |
| 4                  | Erik Fetter        | Warren Barguil        | Romain Cardis           | Davide Bais                  | Urko Berrade             | Groupama-FDJ             |
| Classements finals | Classements finals | Warren Barguil        | Romain Cardis           | Davide Bais                  | Urko Berrade             | Groupama-FDJ             |